# Krzysztof Jelski
Krzysztof Jelski herbu Pielesz (zm. w 1651 roku) – stolnik mścisławski w latach 1644-1650, sędzia grodzki lidzki w latach 1627-1629, sekretarz Jego Królewskiej Mości.
Jako poseł na sejm konwokacyjny 1648 roku z powiatu lidzkiego był członkiem konfederacji generalnej zawiązanej 31 lipca 1648 roku. W 1648 roku był elektorem Jana II Kazimierza Wazy z województwa wileńskiego.